# Anguille d'Amérique
Anguilla rostrata
Espèce
Statut de conservation UICN

 EN A2bd : En danger
L’anguille  d’Amérique (Anguilla rostrata) est une espèce de poissons de la famille des anguillidés qui se reproduit dans la mer des Sargasses et vient croître en eau douce ou salée le long des côtes, depuis l’Amérique centrale jusqu’au Groenland.

## Autres appellations
Anguilla blephura, Anguilla chrisypa, Anguilla aterrima, Anguilla cubana.

## Anatomie
Anguilla rostrata se distingue par la présence d’une seule nageoire dorsale qui commence à un point situé à peu près au tiers de la longueur du corps en arrière de la tête et se prolonge jusqu’à l’anus. Les nageoires dorsale, anale et caudale sont fusionnées en une nageoire unique et continue. Les nageoires pelviennes sont absentes. Son corps est allongé et serpentiforme, ayant une longueur moyenne de 90 cm pour le mâle (1,35 kg) et pour la femelle, qui est  plus grande, une longueur maximale de 2 mètres (rivière des Outaouais).
La bouche aux lèvres épaisses possède une mâchoire inférieure qui dépasse sa mâchoire supérieure. Elle est dotée de petites dents coupantes de tailles inégales placées en plusieurs rangées sur chaque mâchoire. L'œil est petit et placé sur la partie postérieure de la bouche. L’anguille n’a pas d’os maxillaire et pré-maxillaire comme la majorité des poissons. La ligne latérale et l’arche palatoptérygoïde sont bien développées. Les écailles sont minuscules et profondément incluses dans la peau, ce qui peut laisser croire qu’elle n’en possède pas. Sa peau sécrète un mucus visqueux qui la rend glissante, très important pour se protéger. Sa coloration est en fonction de l'âge et de son habitat.
Bien que l'anguille d'Amérique (Anguilla rostrata, en anglais : « american eel ») est généralement plus grande que sa cousine européenne (l'anguille d'Europe, Anguilla anguilla), il ne semble pas exister de critères physiques déterminants permettant de les distinguer formellement. Dans ce contexte, à partir de leurs caractéristiques morphologiques, et de leur génétique moléculaire,,, on peut différencier les deux espèces. Des études génétiques récentes ont démontré que les deux espèces sont clairement distinctes au point de vue de nombre de chromosomes. Autre différence, l’Anguilla anguilla possède 114 vertèbres alors que l'anguille d'Amérique en compte 107.

## Répartition
L’anguille d’Amérique est une espèce répandue dans les estuaires, les ruisseaux, les rivières, les étangs et les lacs. C’est un poisson catadrome, c’est-à-dire, qu’il vit en eau douce, mais retourne vers la mer pour se reproduire. Elle affectionne particulièrement les substrats vaseux, rocheux et sableux, mais également les cachettes naturelles des troncs d'arbres et de la végétation submergée. C’est le poisson dont l’aire de répartition est la plus étendue le long de la côte atlantique, couvrant plus de 50 degrés de latitude (de 50 à 630, depuis le Brésil jusqu’au Groenland. Elle est présente sur la côte nord-américaine depuis l'estuaire du golfe du Mexique jusqu’aux côtes du Labrador, dans le golfe du fleuve Saint-Laurent et de Terre-Neuve. On la retrouve au Panama et aux Antilles, au large de la côte nord de l'Amérique du Sud et aux Bermudes. Sa présence est signalée dans les Grands Lacs (Érié et Huron) mais également dans le Mississippi, dans les ruisseaux et lagunes en communication avec la mer de l'archipel de Saint-Pierre-et-Miquelon.

## Cycle de vie
Le cycle vital  de l’anguille d’Amérique englobe une vaste gamme d’habitats couvrant tous les degrés de salinité: milieux océaniques, côtiers, estuariens et d’eau douce. Une fois que Anguilla rostrata a atteint la taille de la maturité sexuelle, elle va quitter les rivières et les lacs pour rejoindre l’océan à la fin de l’automne. Elle fraie au milieu de l’hiver dans la mer des Sargasses et ses œufs éclosent au bout d’une semaine environ. En fonction de la taille, les femelles pondent de 3 à 22 millions d’œufs à une profondeur moyenne de 400 mètres. Sa forme larvaire, appelée leptocéphale, est comprimée latéralement, transparente et d’une forme rappelant la feuille de saule. Les leptocéphales sont dispersés de façon passive pendant une période de sept à douze mois par les courants de surface du Système du Gulf Stream sur les côtes occidentales de l’océan Atlantique,. Durant cette répartition stochastique les larves vont atteindre de 55 à 65 millimètres de longueur, elles se métamorphosent en civelles transparentes, un stade postlarvaire caractérisé par un manque de pigmentation.
Au cours de la remonte des civelles, leur degré de pigmentation s’accroît progressivement pour devenir des civelles pigmentées. À mesure qu’elles entrent dans les eaux côtières, elles se transforment d’un organisme pélagique océanique en un organisme benthique continental. Pendant ce stade, qui dure de 3 à 12 mois, les jeunes peuvent remonter des cours d’eau ou rester dans des eaux saumâtres ou salées et finissent par se transformer en anguille jaune. Elles ne sont pas encore sexuellement différenciées. Le stade d’anguille jaune constitue la phase de croissance de l’espèce caractérisée par la différenciation sexuelle et l’épaississement du tégument. La couleur du ventre varie du jaunâtre au verdâtre et au brun olive, mais le dos reste noir,. La peau est épaisse et coriace et  elle peut sécréter de vastes quantités de mucus constituant une couche protectrice.  Les écailles sont rudimentaires et profondément incluses dans la peau. La croissance va dépendre de la température de l’eau et de l’abondance de nourriture. La différenciation sexuelle qui survient pendant cette période semble être fortement influencée par les conditions de l’environnement.  L’anguille est essentiellement omnivore, nocturne et benthique.
Au fil du processus de maturation (de 8 ans à 23 ans), l’anguille jaune se métamorphose en anguille argentée. À ce stade, il y aura lieu des modifications sur le plan physique et physiologique dans les anguilles pour les préparer à franchir des milliers de kilomètres pour revenir à leur lieu de naissance en eau salée. Parmi ces modifications figurent une dégénerescence du système digestif, un agrandissement des nageoires pectorales, une augmentation du diamètre des yeux, une adaptation des pigments visuels des rétines à l’environnement océanique, une augmentation des lipides somatiques, de l’indice gonadosomatique, du diamètre des ovocytes, de la production de la gonadotrophine, ainsi qu’un changement de la physiologie osmorégulatrice,,. L’anguille acquiert, alors, une livrée grisâtre et une coloration blanchâtre, ou crème sur le ventre. Elle est enfin prête pour son grand voyage vers la mer des Sargasses où elle se reproduira et disparaitra.

## Parasites
Il n’existe que très peu d’observations publiées sur les parasites de l’anguille d’Amérique dans les eaux canadiennes par rapport aux eaux des États-Unis. Au cours d’une étude effectuée dans l’est des États-Unis, quatre espèces d’Acanthocephala ont été trouvées dans les intestins. Hoffman a énuméré plusieurs espèces de parasites de l’Anguille dans les eaux douces de l’Amérique du Nord comprenant les protozoaires, les trématodes,  les cestodes, les nématodes et les crustacés. Des études plus récentes en Amérique du Nord ont montré que le nématode parasite de la vessie natatoire, l’Anguillicola crassus, très répandu en Europe,  a d’abord été découvert dans une anguille isolée prise dans Caroline du Sud en 1995. Depuis lors, il a été repéré chez des anguilles du fleuve Hudson et de la baie de Chesapeake,. En fait, les anguilles au Massachusetts, affichent un taux d’infestation dépassant les 90 %.  Les infections graves peuvent donner lieu à des lésions hémorragiques, à la fibrose ou au collapsus de la vessie natatoire, à l’ulcération cutanée, à la baisse d’appétit et à la réduction de la performance natatoire. Van Ginneken  et ses  collègues ont souligné que les parasites causent le rétrécissement de la vessie natatoire, ce qui augmente l’investissement dans la nage et réduit la capacité migratoire.
Par contre, au cours des cinq dernières années, près de 1 200 anguilles ont été examinées dans le réseau du haut Saint-Laurent et du lac Ontario, et aucune d’elles n’était porteuse de parasites de la vessie natatoire. Depuis 2002, plusieurs centaines d’anguilles argentées en avalaison dans le bas Saint-Laurent ont été échantillonnées chaque année en vue de l’examen de leur vessie natatoire, et aucun parasite n’a été signalé. Le  fait que l’Anguillicola crassus n’ait pas été détecté au Canada n’écarte pas la possibilité d’un progrès de ce parasite vers le nord, le long de la côte américaine, et sa présence actuelle dans le Maine, près de la frontière canadienne porte à croire son arrivée au Canada.

## Économie
Dans les années 1960, l’anguille jaune et l’anguille argentée ont été l’objet d’une pêche commerciale au Canada, la plus importante se poursuivant le long du fleuve Saint-Laurent entre Trois-Rivières et Cap-Chat, au Québec. La pêche du Québec représentait environ 70 % des prises canadiennes et capturait en grande partie l’anguille argentée. Il existait une pêche de moindre importance dans le lac Ontario,  autour de la baie de Quinte, ainsi que dans d’autres régions canadiennes.  Cependant, les prises canadiennes déclarées ont décru dans les années 1990. La pêche de l’anguille jaune pratiquée dans le lac Ontario, qui était autrefois importante, a été fermée en 2004 pour des motifs de conservation. On pêche l’anguille dans le bras principal du fleuve Saint-Laurent et la grosse anguille argentée dans l’estuaire. Les anguilles font l’objet d’une pêche intensive dans les eaux à marée du Nouveau-Brunswick et de l’Île-du-Prince-Édouard. Dans le reste des Maritimes, des pêches peuvent avoir lieu dans des eaux salées ou douces, mais de vastes secteurs de l’habitat de l’anguille demeurent inexploités. De nos jours, les pêches commerciales exploitant l'anguille d'Amérique sont réglementées par différents moyens: la saison de pêche, le nombre de permis, le type d’engin et leur localisation, la limite inférieure de taille ou les quotas. Cependant, la pêche commerciale de l’anguille est actuellement interdite dans la majorité de son l’aire de répartition, spécialement, au Canada.

## Situation actuelle au Canada
D’après l’Assemblée nationale de l’American Fisheries Society, une baisse mondiale des ressources en anguille, y compris l’anguille d’Amérique a été constatée. Au Québec, des scientifiques et pêcheurs commerciaux ont observé des diminutions importantes de l’anguille fréquentant le fleuve Saint-Laurent, au début des années 1990. Le déclin de l’anguille en amont du golfe du Saint-Laurent est indéniable. Il s’est amorcé dès le début des années 1980 par une chute du recrutement de l’espèce au lac Ontario et s’est graduellement étendu à la quasi-totalité des pêcheries des réseaux hydrologiques au cours des 20 dernières années. Après avoir examiné le scénario actuel par la production d’un bilan de l’état des stocks de Anguilla rostrata, le Comité sur les espèces en péril au Canada a considéré que l’anguille était une espèce susceptible de devenir menacée si les facteurs causant cette situation préoccupante n’étaient  ni inversés, ni gérés de façon efficace . En fait, un plan intégré de conservation et de gestion afin de mettre fin au déclin marqué de la population d’anguille a été élaboré avec le Ministère des Richesses naturelles de l’Ontario et le Ministère des Ressources naturelles et de la Faune du Québec, secteur Faune et Parcs.
Les causes possibles de ce déclin semblent être multiples : le changement climatique, la modification de l'habitat et l’entrave aux migrations, la mortalité dans les turbines, la surexploitation, les contaminants. D’autres possibles causes pourraient être la qualité de l’eau de certaines rivières et l’introduction de nouvelles espèces. L’identification des causes principales est difficile à préciser étant donné que l’écologie de l'anguille est complexe et peu comprise. Le fait que certaines actions ont visé à  la réduction des effets de l’activité anthropiques, ne va pas se traduire par une augmentation rapide de la population de l’anguille. Alors, il sera nécessaire d’offrir un habitat avec la qualité adéquate à Anguilla rostrata.

## Cuisine
Les anguilles sont appréciées dans la gastronomie.